# Neotantra
El neotantra es una filosofía, desarrollada en Occidente hacia finales del siglo XX por escritores nueva era, que  en occidente ha desplazado por mimetismo al concepto original de tantra tal como se conoce en India, China y Tíbet.
También se lo conoce como masaje tántrico y "yoga sexual"; sin embargo a pesar de denominarse como "yoga" no está directamente relacionado con este concepto Hindú, ni a prácticas tales como el Kama-sutra.
Es un fenómeno exclusivamente occidental, orientado a una nueva espiritualidad no represora, basado en los aspectos genitales del ser humano; pero tergiversando y maximizando el papel del sexo y la sexualidad presente en tradiciones orientales como el Tantra.
No puede definirse como religión ni filosofía, y tampoco llega a ser un movimiento. No está sustentado en los pilares de entrenamiento de la mano de un guía, maestro o iniciado ni en los conceptos básicos que subyacen en el tantra original o más específicamente en el Karmamudrā, reduciéndose simplemente a un conjunto de prácticas sexuales que se le suele atribuir una relación con la metafísica y/o alguna clase de pensamiento mágico.
Entre las críticas recibidas al Neotantra, se encuentra su uso por parte del "gurú" como una herramienta de abuso sexual "consensuado"; equivalente a  hechos similares sucedidos en algunas sectas, en el que a la práctica sexual se le atribuye un componente divino o espiritual.